# Roscoe C. Patterson

Roscoe C. Patterson

Roscoe Conkling Patterson (* 15. September 1876 in Springfield, Missouri; † 22. Oktober 1954 ebenda) war ein US-amerikanischer Politiker (Republikanische Partei), der den Bundesstaat Missouri in beiden Kammern des Kongresses vertrat.
Roscoe Patterson, der nach Roscoe Conkling, einem US-Senator aus New York, benannt wurde, besuchte zunächst öffentliche und private Schulen sowie später das Drury College in Springfield und schließlich die University of Missouri in Columbia. Seinen Abschluss machte er 1897 an der juristischen Fakultät der Washington University in St. Louis. Im selben Jahr wurde er in die Anwaltskammer aufgenommen, woraufhin er in Springfield als Jurist zu praktizieren begann.
Von 1903 bis 1907 war Patterson als Staatsanwalt im Greene County tätig. Seine politische Laufbahn begann mit der Wahl ins Repräsentantenhaus der Vereinigten Staaten, in das er am 4. März 1921 als Vertreter des 7. Kongresswahlbezirks von Missouri einzog. Er verbrachte dort eine zweijährige Amtsperiode, scheiterte aber beim Versuch der Wiederwahl am Demokraten Samuel C. Major und arbeitete danach wieder als Anwalt in Springfield.
Bei der Präsidentschaftswahl 1924 saß Patterson für Missouri im Electoral College, das Amtsinhaber Calvin Coolidge für komplette vier Jahre bestätigte. 1925 zog er nach Kansas City; im selben Jahr wurde er Bundesstaatsanwalt für den westlichen Distrikt von Missouri. Dieses Amt legte er 1929 nieder, nachdem er zum US-Senator gewählt worden war. Nach sechsjähriger Amtszeit schied er am 3. Januar 1935 nach erneut gescheitertem Versuch der Wiederwahl aus dem Senat aus. Er verlor mit 59 gegen 39 Prozent der Wählerstimmen überaus deutlich gegen den Demokraten Harry S. Truman, der später US-Präsident wurde. In Zeiten der Great Depression hatten die Republikaner massiv an Zustimmung verloren; die Demokraten unter Präsident Franklin D. Roosevelt erweckten in der Bevölkerung die Hoffnung auf eine bessere Zukunft.
Patterson beendete danach seine politische Laufbahn und konzentrierte sich auf seine Tätigkeit als Anwalt in Springfield, wo er 1954 starb.